# ヴィトリア・ダ・コンキスタ

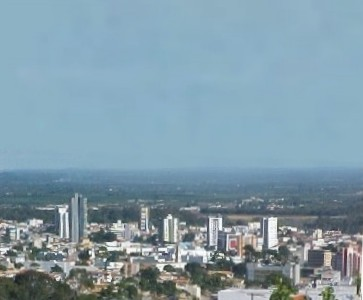
ヴィトリア・ダ・コンキスタ

ヴィトリア・ダ・コンキスタ（Vitória da Conquista）は、ブラジルのバイーア州の南部にある都市。人口は34万8128人（2020年）。一般的には単にコンキスタと呼ばれる。
面積は320万4257平方メートル。サンパウロから509キロメートル離れた場所に位置する。

## スポーツ
- ECPPヴィトリア・ダ・コンキスタ - サッカークラブ

## 出身者
- アントニオ・ホドリゴ・ノゲイラ - 格闘家
- グラウベル・ローシャ - 映画監督、俳優
- レアンドロ・ドミンゲス・バルボーザ - サッカー選手
- クレイトン・ドミンゲス・バルボーザ -サッカー選手
- カルロス・アンドラージ・ソウザ -サッカー選手
- ヴァンデルソン・サントス・ペレイラ -サッカー選手